# Anna Szustek
Anna Jadwiga Szustek – polska politolożka, doktor habilitowana nauk społecznych, specjalistka w zakresie historii Polski XX wieku, adiunkt na Wydziale Nauk Politycznych i Studiów Międzynarodowych Uniwersytetu Warszawskiego. 

## Kariera naukowa
W dniu 21 kwietnia 1993 r. uzyskała na ówczesnym Wydziale Dziennikarstwa i Nauk Politycznych UW stopień doktora nauk humanistycznych w zakresie nauk o polityce na podstawie pracy Państwo w myśli politycznej Stronnictwa Demokratycznego, której promotorem był Zygmunt Hemmerling. 30 marca 2016 uzyskała na tym samym wydziale stopień doktora habilitowanego nauk społecznych w dyscyplinie nauk o polityce na podstawie dorobku naukowego i dwutomowej pracy Spór o koncepcje samorządu gospodarczego w Polsce. 
Należała do kadry naukowo-dydaktycznej Instytutu Nauk Politycznych UW, a po jego rozwiązaniu w ramach reorganizacji wydziału w 2019 r. znalazła się wśród pracowników Katedry Historii Politycznej. Wykładała także na Wydziale Humanistycznym Akademii Podlaskiej w Siedlcach i  Wydziale Nauk Politycznych Akademii Humanistycznej w Pułtusku. 